# Time (嵐)
《Time》是嵐的第9枚專輯，第7枚原創專輯。於2007年7月11日發行。唱片公司為J Storm。

## 解說
- 與前作相距約1年。收錄了單曲《藍天腳踏板》《Love so sweet》《We can make it!》。
- 初回限定盤的DISC.2收錄成員5人的Solo曲，通常盤追加收錄Bonus Track《Everybody前進》。
- 承接前作，取得日本公信榜專輯榜1位。專輯初動為自身第3高，僅是初動就超越從《HERE WE GO!》到《ARASHIC》，包含2張精選專輯的累積銷量，是自首張專輯以來，銷量再度超越25萬枚。
- 因為曲目中由櫻井作詞的Rap表達了很多說話，為此「言語的力量」這個副標題是由櫻井構思的。

## 收錄曲
1. Oh Yeah!　(4:42)
（作詞：UNITe　作曲：大野一成　編曲：北川吟）
C1000檸檬水電視廣告歌
2. Love so sweet　(4:51)
（作詞：SPIN　作曲：youth case　編曲：mugen）
18th單曲
TBS日劇《花樣男子2》主題曲
3. WAVE　(3:49)
（作詞：UNITe　Rap詞：櫻井翔　作曲：ric Lidbom　編曲：安部潤）
4. We can make it!　(4:12)
（作詞：UNITe　Rap詞：櫻井翔　作曲：Fredrik Thomander & Anders Wikstrom　編曲：鈴木雅也）
19th單曲
日本電視台日劇《料理新鮮人》主題曲
5. Firefly　(3:51)
（作詞：Makoto ATOZI　Rap詞：櫻井翔　作曲・編曲：笹本安詞）
6. 太陽的世界　(4:44)
（作詞・作曲：HYDRANT　Rap詞：櫻井翔　編曲：大坪直樹）
7. Carry on　(4:16)
（作詞：村野直球　作曲・編曲：岩田雅之）
8. ROCK YOU　(4:10)
（作詞：youth case　Rap詞：櫻井翔　作曲・編曲：Takuya Harada）
9. Cry for you　(3:57)
（作詞：Axel G　Rap詞：櫻井翔　作曲：Jorgen Ringqvist、Jakob Ringbom　編曲：ha-j）
10. Love Situation　(4:07)
（作詞：橋本未雪　作曲・編曲：Shinnosuke）
11. 風　(4:21)
（作詞：SPIN　Rap詞：櫻井翔　作曲：多田慎也　編曲：NAOKI-T）
12. Be with you　(5:09)
（作詞・作曲：北浦正尚　編曲：ha-j）
13. LIFE　(5:04)
（作詞：三浦智一　Rap詞：櫻井翔　作曲：大野一成　編曲：石塚知生）
14. 藍天腳踏板　(5:23)
(作詞・作曲：菅止戈男　編曲：石塚知生）
17th單曲
電影《蜂蜜與四葉草》結尾曲
15. Everybody前進 (4:07)
（作詞：久保田洋司　作曲・編曲：Shusui、Stefan Åberg）
通常盤追加收錄

### 初回限定版特典
1. Song for me
（作詞・作曲・編曲：R.P.P.）
大野智 solo
2. Friendship
（作詞・作曲：阿部祐也　編曲：湯浅篤）
相葉雅紀 solo
3. 虹
（作詞：二宮和也　作曲：多田慎也　編曲：三上吉直）
二宮和也 solo
4. Can't Let You Go
（作詞・作曲：森大輔　Rap詞：櫻井翔　編曲：吉岡拓）
櫻井翔 solo
5. 糟了-糟了-糟了
（作詞・作曲・編曲：Takuya Harada）
松本潤 solo